# قدرت نرم قطری
قدرت نرم قطری به توانایی قطر برای تأثیرگذاری بر سایر کشورها از طریق ابزارهای فرهنگی، آموزشی و اقتصادی به جای نیروی نظامی یا سیاسی اشاره دارد. قطر در سال های اخیر به عنوان بخشی از استراتژی سیاست خارجی خود، سرمایه گذاری زیادی بر روی طرح های قدرت نرم انجام داده است. قطر ایرویز ابزار اصلی در استراتژی قدرت نرم جهانی قطر است. چند نمونه از قدرت نرم قطر عبارتند از:

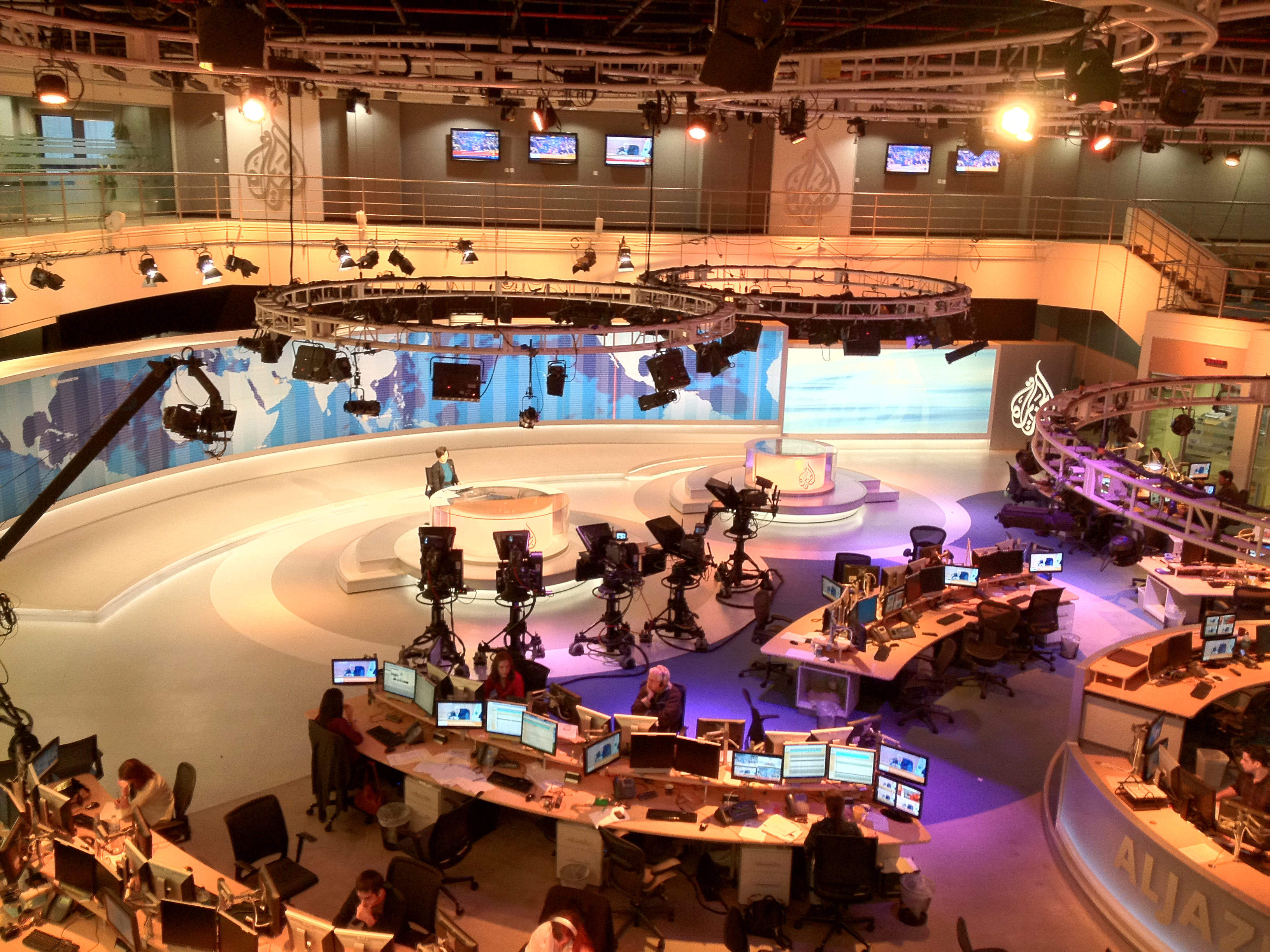
اتاق خبر شبکه الجزیره انگلیسی

۱. آموزش: قطر چندین دانشگاه بین المللی مانند دانشگاه جورج تاون قطر و دانشکده هنر دانشگاه مشترک المنافع ویرجینیا در قطر را به منظور ارتقای برنامه های تبادل آموزشی با سایر کشورها تاسیس کرده است. قطر همچنین برنامه های بورسیه برای دانشجویان کشورهای در حال توسعه برای تحصیل در قطر یا خارج از کشور راه اندازی کرده است.
۲. فرهنگ: قطر فرهنگ خود را از طریق ابتکارات مختلفی مانند سازماندهی جشنواره های بین المللی مانند نمایشگاه جواهرات و ساعت دوحه (DJWE) یا نمایشگاه بین المللی کتاب دوحه (DIBF) ترویج داده است. قطر همچنین در حفاظت از میراث فرهنگی مانند بازسازی بناها و بناهای تاریخی سرمایه گذاری کرده است.
۳. رسانه: شبکه رسانه ای الجزیره قطر به یک بازیگر اصلی در رسانه های بین المللی تبدیل شده است و اخبار و تحلیل هایی را از دیدگاه قطر ارائه می دهد. الجزیره همچنین در ترویج قدرت نرم قطر از طریق کانال های عربی و انگلیسی زبان خود نقش مهمی ایفا کرده است.
۴. ورزش: قطر در زیرساخت های ورزشی سرمایه گذاری کرده است، مانند ساختن امکانات ورزشی پیشرفته، میزبانی رویدادهای ورزشی بین المللی بزرگ مانند جام جهانی فوتبال ۲۰۲۲، مسابقات جهانی دو و میدانی ۲۰۱۹ و حمایت مالی از تیم های ورزشی و ورزشکاران.
۵. دیپلماسی: قطر در ابتکارات دیپلماتیک برای ارتقای قدرت نرم خود، مانند میزبانی کنفرانس های بین المللی، ارائه کمک های بشردوستانه به کشورهای نیازمند، و میانجیگری در مناقشات در منطقه، شرکت کرده است.
به طور کلی، طرح‌های قدرت نرم قطر با هدف ارتقای ارزش‌ها، فرهنگ و منافع اقتصادی قطر و در عین حال کمک به توسعه و همکاری جهانی است.